# Pi Draconis
Désignations
Pi Draconis (π Draconis / π Dra) est une étoile de la constellation circumpolaire boréale du Dragon. Elle est visible à l’œil nu avec une magnitude apparente de 4,59. Distante d'environ 229 années-lumière du Soleil, il s'agit d'une étoile géante blanche riche en métaux.

## Environnement stellaire
Pi Draconis présente une parallaxe annuelle de 14,25 mas mesurée par le satellite Hipparcos, ce qui signifie qu'elle est distante de ∼ 229 a.l. (∼ 70,2 pc) de la Terre. À cette distance, sa magnitude visuelle est diminuée de 0,063 ± 0,10 en raison du facteur d'extinction créé par la poussière interstellaire présente sur le trajet de sa lumière jusqu'à la Terre.
C'est une étoile solitaire, qui ne possède pas de compagnon connu,.

## Propriétés
Pi Draconis est une géante blanche de type spectral A2 IIIs,, âgée d'environ 350 millions d'années. La lettre « s » présente dans son suffixe, derrière sa classe de luminosité d'étoile géante « III », indique que son spectre montre des raies d'absorption étroites (s pour sharp).
Il s'agit d'une étoile Am candidate, ce qui signifie que sa surface présente certaines particularités chimiques. Sa métallicité, c'est-à-dire son abondance des éléments plus lourds que l'hélium est environ 2,6 fois supérieure à celle du Soleil.
Pi Draconis a une taille angulaire mesurée de 0,427 ± 0,062 seconde d'arc. Connaissant sa distance, cela donne à l'étoile un rayon qui est 3,2 fois supérieur à celui du Soleil. Elle est 2,7 fois plus massive et 60 fois plus lumineuse que le Soleil. Sa température de surface est de 9 125 K.